# 미사일 격차
미사일 격차(Missile gap)는 소련의 미사일 수와 위력이 미국의 미사일에 비해 우월하다는 인식을 의미한다. 탄도 미사일 병기창의 격차는 1957년 게이더 위원회와 미국 공군 (USAF)의 수치에서 나온 과장된 추정치를 제외하고는 존재하지 않았다. 심지어 소련의 무기에 대한 모순된 중앙정보국의 수치조차도 미국에 명확한 우위를 보여주었음에도 불구하고 실제 수치보다 훨씬 높았다. 불과 몇 년 전의 폭격기 격차처럼, 이 격차는 완전히 허구임이 곧 입증되었다.
존 F. 케네디는 1958년 진행 중인 선거 운동의 일환으로 이 용어를 만들었다고 알려져 있는데, 당시 그의 수사학의 주요 내용은 아이젠하워 행정부가 국방에 취약하다는 것이었다. 케네디가 선거 운동 중에 실제 상황을 통보받았다는 사실이 나중에 밝혀지면서 학자들은 케네디가 무엇을 언제 알았는지에 대해 의문을 제기하게 되었다. 그는 미사일 격차의 환상적인 성격을 처음부터 알고 있었고, 단지 정치적 도구로 사용했다는 추측도 있는데, 이는 보도 자료에 의한 정책의 한 예이다.

## 배경
1957년 10월 4일 소련의 스푸트니크 1호 발사는 소련의 기술적 성과를 부각시켰고, 미국 정치인들과 일반 대중에게는 몇 가지 우려스러운 질문을 던졌다. 비록 미국 군사 및 민간 기관들은 소련의 위성 계획에 대해 잘 알고 있었고, 이는 국제 지구물리 관측년의 일환으로 공개 발표되었지만, 드와이트 아이젠하워 미국 대통령이 이 사건이 놀라운 일이 아니라고 발표한 것은 미국 대중들 사이에서 거의 지지를 얻지 못했다. 니키타 흐루쇼프는 장거리 미사일이 조립 라인에서 "소시지처럼" 쏟아져 나오고 있다고 주장했는데, 이는 미사일 격차에 대한 인식을 강화하는 허세였다.
정치적 반대자들은 아이젠하워의 비효율적인 대응에 힘입어 이 사건을 미국이 "로마가 불타는 동안 한가하게 놀고 있다"는 추가 증거로 삼았다. 존 F. 케네디 상원의원은 "국가는 ... 안일한 오판, 돈 아끼기, 예산 삭감, 믿을 수 없을 정도로 혼란스러운 경영, 그리고 낭비적인 경쟁과 질투 때문에 소련과의 위성-미사일 경쟁에서 지고 있다"고 말했다. 소련은 강화된 입장을 활용하여 1958년 12월 4일 "소련의 대륙간 탄도 미사일은 현재 대량 생산 중"이라고 주장하며 소련 미사일 능력에 대한 허위 주장을 펼쳤다. 5일 후, 소련 총리 니키타 흐루쇼프는 인상적인 8,000-마일 (13,000 km) 사거리의 대륙간 탄도 미사일 시험 성공을 자랑했다. 그 달 미국의 타이탄 대륙간 탄도 미사일 발사 실패와 맞물려, 미사일 기술에서 소련의 우위에 대한 인식이 널리 퍼졌다.

## 정보와 공개된 정보 간의 불일치
1957년 12월에 발표된 국가 정보 추정치 (NIE) 11-10-57은 소련이 "1958년 중반에서 1959년 중반까지의 기간 중 언젠가 최대 10개의 프로토타입 대륙간 탄도 미사일로 첫 작전 능력을 갖게 될 것"이라고 예측했다. 수치는 부풀려지기 시작했다.
불과 몇 달 후인 1958년 8월에 발표된 유사한 보고서인 NIE 11-5-58은 소련이 1960년에 "100개의 대륙간 탄도 미사일로 작전 능력을 갖출... 기술적 및 산업적 능력"을 가지고 있으며, 1961년 또는 늦어도 1962년에는 500개의 대륙간 탄도 미사일을 보유할 수도 있다고 결론지었다.
그러나 미국의 고위 지도부는 소련의 기존 미사일 능력에 대한 이러한 추정치가 완전히 부정확하다는 것을 알고 있었다. 1956년 U-2 고고도 비행을 통한 소련 상공의 사진 정보 수집을 시작으로, 아이젠하워 행정부는 소련에 유리한 전략 무기 추정치가 거짓이라는 더욱 확실한 증거를 확보하고 있었다. 중앙정보국은 대륙간 탄도 미사일의 수를 12개에 가깝다고 추정했다. 계속된 간헐적인 비행에서도 추가 미사일에 대한 증거는 발견되지 않았다. 그러나 백악관과 중앙정보국은 정보원인 U-2기의 불법적인 소련 영공 비행으로 촬영된 사진의 비밀을 보호하기를 원했기 때문에, 소련에 배치된 대륙간 탄도 미사일이 거의 없다는 더 정확한 정보를 계속 숨겼다. 그들은 소련이 U-2기의 비행을 감시하고 있다는 것을 처음부터 알고 있었음에도 불구하고 미국 대중에게는 계속 숨겼다. 첫 U-2기 비행 당일, 소련 주미 대사는 소련 영공의 고고도 침범에 항의했지만, 워싱턴은 이를 부인하고 언론에 보도되었다.
커티스 르메이는 대량의 미사일 재고가 U-2기가 촬영하지 않은 지역에 있다고 주장했고, 소련의 생산 속도를 추정하기 위해 소련의 공장 능력에 대한 논쟁이 벌어졌다.
1959년 널리 보도된 기사에서 조셉 앨솝은 "기밀 정보"가 1963년까지 소련의 미사일 수를 1,500개에 달하는 것으로 추정했으며, 미국은 그 때까지 겨우 130개를 보유할 것이라고까지 주장했다.
오늘날에는 중앙정보국의 추정치조차도 너무 높았다는 것이 알려져 있다. 임시 사용 프로토타입을 포함한 실제 대륙간 탄도 미사일의 수는 4개였다.
U-2 정보 프로그램은 미국에 유리한 미사일 격차가 있다는 전례 없는 안심할 만한 증거를 제공했지만, 아이젠하워 대통령 행정부는 소련이 미국에 대한 미사일 격차를 축적하도록 허용했다는 비난을 받았다. 소련 미사일 격차 뒤에 숨겨진 허위 주장은 1960년 1월 7일 중앙정보국 국장 앨런 W. 덜레스가 소련의 핵 프로그램에 대한 새로운 추정치를 국가안전보장회의에 제시한 후에 시작되었다. 덜레스가 제시한 보고서는 소련이 대륙간 탄도 미사일을 구축하기 위한 비상 계획을 가지고 있지 않았으며, 단 50개의 대륙간 탄도 미사일만 운용 중임을 보여주었다. 소련이 대륙간 탄도 미사일을 생산할 미래 능력에 대한 국가안전보장회의 구성원들 간의 이견이 대중에게 유출되면서 미사일 격차에 대한 잘못된 인식이 생겨났다. 국가안전보장회의 구성원으로서 미 공군 대표들은 소련이 1963년까지 800개 이상의 대륙간 탄도 미사일을 보유할 수 있다고 비관적으로 추정했다. 국가안전보장회의 회의 일주일 후, 워싱턴 포스트 기자 존 G. 노리스는 국가안전보장회의가 소련과의 미사일 격차를 인정했으며, 1963년까지 1000개 이상의 대륙간 탄도 미사일을 보유할 것이라고 주장하는 고도로 기밀된 정보를 선별적으로 보도하고 오해한 기사를 발표했다. 같은 달 후반, 뉴욕 타임스는 "러시아가 대륙간 탄도 미사일에서 우위를 점하고 있다는 명확한 증거"가 있다고 주장하는 기사를 발표했다. 언론의 부정확한 기사로 인한 왜곡과 불일치는 대중이 아이젠하워 행정부를 불신하게 만들었다. 시밍턴 상원의원은 행정부가 "정보 추정치를 고의적으로 조작하여 대중을 오도했다"고 비난했다. 조 앨솝과 같은 언론인들은 아이젠하워 행정부가 의심스러운 정보에 "국가의 미래를 걸고 있다"고 비난했다. 앨솝의 생각은 존 F. 케네디에게 호소력을 발휘했고, 케네디는 이를 자신의 선거 운동에 통합하여 아이젠하워 행정부가 미사일 격차를 허용했다고 비판했다.

## 정치적 활용

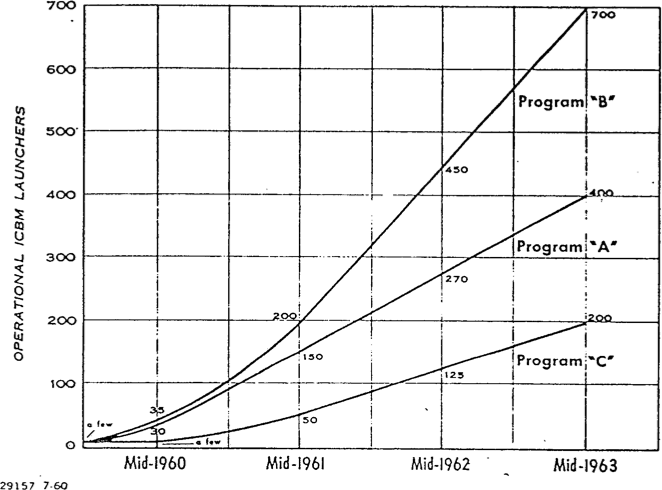
예상되는 소련 대륙간 탄도 미사일 수 (A: 중앙정보국, B: 미국 공군, C: 육군 및 해군)

스튜어트 시밍턴 상원의원과 같은 매파 의원들은 미사일 격차 의혹을 계속해서 주장하며 대통령에게 군사 장비에 대한 지출을 늘리도록 압력을 가했다. 아이젠하워 대통령은 부정확한 정보에 기반한 괴롭힘에 분개했으며, 미국 정치인과 국방 산업 간의 밀접한 관계를 묘사하기 위해 "군산 복합체"라는 용어를 만들기 시작했다.
1958년 케네디는 상원 재선 운동을 준비하며 이 문제를 잡았다. 옥스포드 영어사전은 1958년 8월 14일 그가 "우리 나라는 미사일 격차를 해소하는 데 필요한 조치를 취할 여유가 있었고, 지금도 그럴 수 있다"고 말했을 때 "미사일 격차"라는 용어가 처음 사용되었다고 기록한다. 로버트 맥나마라에 따르면, 케네디는 전 공군부 장관이었던 스튜어트 시밍턴 상원의원으로부터 과장된 미 공군 추정치를 유출받았다. 보고서가 오해의 소지가 있다는 것을 알지 못한 케네디는 문서의 수치를 사용했으며, 1960년 선거 운동 강령의 일부를 공화당이 "국방에 취약하다"는 점에 기반을 두었다. 미사일 격차는 흔한 주제였다.
아이젠하워는 공개적인 폭로가 비밀 U-2기 비행을 위태롭게 할 것을 우려하여 공개적으로 주장을 반박하기를 거부했다. 결과적으로 아이젠하워는 케네디가 미국이 미사일 수에서 소련에 뒤처져 있다는 잘못된 주장을 하고 있다는 것을 분명히 알았음에도 불구하고 이에 좌절했다.
상황을 진정시키기 위해 아이젠하워는 케네디와 린든 B. 존슨에게 정보를 브리핑하도록 주선했는데, 1960년 7월에 미국 합동참모본부와의 회의를 시작으로 전략공군사령부와 최종적으로 앨런 덜레스 중앙정보국 국장과의 회의를 거쳤다. 그럼에도 불구하고 케네디는 동일한 수사학을 계속 사용했는데, 현대 역사가들은 이를 선거 운동에 너무 유용하여 그가 진실을 무시할 의향이 있었을 것이라고 논쟁한다.
1961년 1월, 새로운 국방부 장관인 맥나마라와 미사일 격차의 존재를 강력히 믿었던 새로운 국방부 차관인 로즈웰 길패트릭은 코로나 위성이 촬영한 사진들을 직접 조사했다. 소련의 R-7 미사일 발사기는 크고 코로나 사진에서 쉽게 발견될 수 있었지만, 어떤 사진에서도 나타나지 않았다. 2월에 맥나마라는 대규모 소련의 대륙간 탄도 미사일 건설 노력에 대한 증거가 없다고 밝혔다. 더 많은 위성 비행에서도 증거는 발견되지 않았고, 1961년 9월까지 국가 정보 추정치는 소련이 25개 이상의 대륙간 탄도 미사일을 보유하고 있지 않으며 가까운 미래에도 더 많이 보유하지 않을 것이라고 결론지었다.
미사일 격차는 미국의 편에 훨씬 더 유리했다. 위성 사진은 소련이 10개의 작전 가능한 대륙간 탄도 미사일을, 미국은 57개를 가지고 있음을 보여주었다. 버디안스키에 따르면, SS-6 및 SS-7 미사일은 "연료를 채우는 데 몇 시간이 걸렸고, 발사대에서 폭발하는 것을 방지하기 위해 30일마다 불안정한 액체 추진제를 배출해야 했다. 최종 시험 단계에 있던 새로운 미국 미닛맨 미사일은 고체 추진제를 사용하며 몇 분 만에 발사될 수 있었다."
인수인계 브리핑에서 아이젠하워의 상임 과학 자문 위원회 위원이었던 제롬 위즈너는 "미사일 격차가 허구였다고 설명했다. 새로운 대통령은 그 소식을 '안도감보다는 분노로 가득 찬' 한 마디 욕설로 맞이했다."<ref name=Preble>{{서적 인용|last=Preble |first=Christopher A. |date=December 2003 |title=Who Ever Believed in the 'Missile Gap'?": John F. Kennedy and the Politics of National Security" |journal=Presidential Studies Quarterly |page=816,819 ). … Herken, 140. This quote taken from Herken's interview with Wiesner conducted 9 February 19

1. 1 2 3  Preble, Christopher A. (December 2003). 《"Who Ever Believed in the 'Missile Gap'?": John F. Kennedy and the Politics of National Security》. 《Presidential Studies Quarterly》 33. 801–826쪽. doi:10.1046/j.0360-4918.2003.00085.x.
2. ↑  Pedlow, Gregory W.; Welzenbach, Donald E. (1992). 《The Central Intelligence Agency and Overhead Reconnaissance》. History Staff; Central Intelligence Agency. 159–160쪽.
3. ↑  Monte Reel, "A Brotherhood of Spies: The U2 and the CIA's Secret War," (New York: Anchor Books, 2019), pp. 154-55
4. ↑  Monte Reel, "A Brotherhood of Spies: The U2 and the CIA's Secret War," (New York: Anchor Books, 2019), pp. 118-22
5. ↑  Joseph Alsop, "True Missile Gap Picture Belies Pentagon Response", Eugene Register-Guard, 13 October 1959
6. ↑  Dwane Day, Of myths and missiles: the truth about John F. Kennedy and the Missile Gap, The Space Review, 3 January 2006
7. ↑  Preble, C. (2003). "Who Ever Believed in the 'Missile Gap'?": John F. Kennedy and the Politics of National Security. Presidential Studies Quarterly, 33(4), 801-826. Retrieved March 4, 2021, from http://www.jstor.org/stable/27552538
8. ↑  Monte Reel, "A Brotherhood of Spies: The U2 and the CIA's Secret War," (New York: Anchor Books, 2019), p. 155
9. ↑  CNN Cold War - Interviews: Robert McNamara 보관됨 12월 5, 2008 - 웨이백 머신
10. ↑  Smith, Jean Edward (2012). 《Eisenhower in War and Peace》. Random House. 734쪽. ISBN 978-0-679-64429-3.
11. ↑  Donaldson, Gary (2007). 《The First Modern Campaign: Kennedy, Nixon, and the Election of 1960》. Rowman & Littlefield. 128쪽. ISBN 9780742548008.
12. ↑  Heppenheimer, T. A. (1998). 《The Space Shuttle Decision》. NASA. 195–197쪽.
13. ↑  Budiansky, Stephen (2016). 《Code Warriors》. New York: Alfred A. Knopf. 238–239쪽. ISBN 9780385352666.